# Râul Concord
Râul Concord (engl. "Concord River") este un afluent al lui Merrimack River situat în Noua Anglie. Râul este amplasat în nord-estul statului Massachusetts din SUA. El are o lungime de 25 km, travesează regiunea de nord-vest a suburbiilor ce aparțin de Boston. Pe cursul lui au avut bătăliile care au intrat în istorie sub numele de Bătăliile de la Lexington și Concord de la data de 19 aprilie 1775, ele fiind printre primele ciocniri militare din Războiul de Independență al Statelor Unite ale Americii.